# K-129
K-129 byla sovětská ponorka třídy Projekt 629 (kód NATO „Golf“). Byla to ponorka s diesel-elektrickým pohonem vyzbrojená balistickými raketami, která se potopila roku 1968. Část ponorky se podařilo v rámci amerického tajného projektu Azorian (v tisku nazývaný „Jennifer“) vyzdvihnout v roce 1974 utajeně na hladinu.

## Historie
K-129 byla postavena v loděnici v Komsomolsku na Amuru a uvedena do provozu v prosinci 1959. Roku 1967 byla ve Vladivostoku modernizována na třídu Projekt 629A (v kódu NATO „Golf II“).
V únoru 1968 ponorka vyplula ze základny na Kamčatce na svou třetí bojovou hlídku v rámci jaderného odstrašování v Pacifiku. V březnu 1968 ztratilo sovětské námořnictvo s ponorkou K-129 radiový kontakt a zahájilo vyhledávací operaci, při níž se ale nepodařilo zjistit polohu vraku. Při katastrofě K-129 zahynula posádka 96 osob.
Američané za pomoci systému pro sledování ponorek (SOSUS – Sound Surveillance System, tajný pasivní sonarový systém pro sledování sovětských ponorek) zaregistrovali výbuch a nakonec poměrně přesně lokalizovali polohu vraku v hloubce 4,9 km (16 000 stop) pod hladinou. Zpravodajská agentura CIA zahájila v roce 1970 tajnou záchrannou operaci, známou jako Project Azorian. Aby nedošlo k ohrožení tajemství, byl požádán výstřední podnikatel Howard Hughes aby nechal postavit loď pro těžbu manganových konkrecí ze dna oceánu. Náklady se údajně pohybovaly kolem 350 milionů dolarů. Byla postavena speciální loď USNS Glomar Explorer (T-AG-193), jejímž skutečným cílem bylo vyzvednutí trosek ponorky K-129 s jadernými hlavicemi a operačními manuály, kódovými knihami a kódovacími stroji. Vrak se Američanům dařilo před Sověty utajit. Velkou část vraku se v roce 1974 podařilo vyzdvihnout až téměř k hladině, ale mechanická porucha v drapáku způsobila, že se přitom údajně rozlomil a dvě třetiny již zvednuté části K-129 klesly zpět na dno. Proto CIA získala jen část ponorky, která obsahovala dvě jaderné hlavice.
Americký novinář Jack Anderson zveřejnil některé části operace v televizi v březnu 1975.

## Příčiny katastrofy

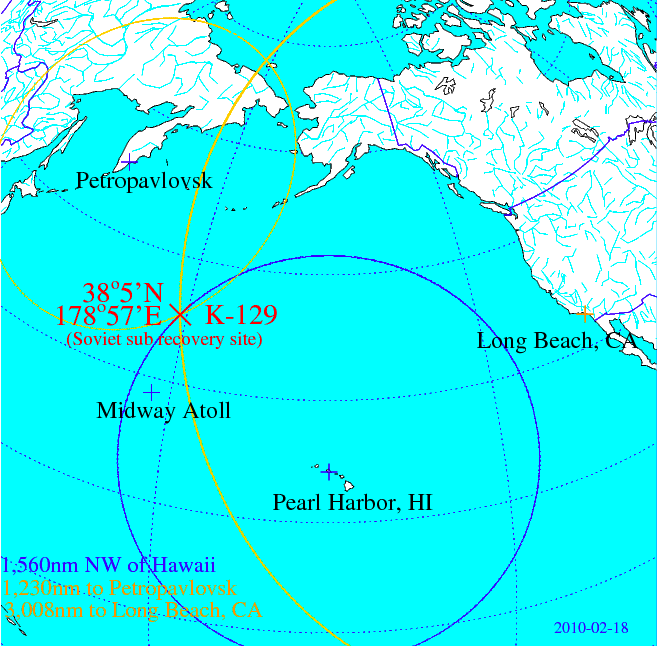
Údajné místo potopení ponorky

Skutečný důvod katastrofy není znám. Jednu z možností představuje špatná ventilace. Během nabíjení olověných akumulátorů vzniká vodík, který musí být odvětrán, aby nedošlo ke vznícení a výbuchu. Také je možné, že vybuchla jedna ze tří na palubě umístěných jaderných raket, podobně jako se to stalo roku 1986 u ponorky K-219.
Sovětský svaz po incidentu prohlásil, že K-129 byla potopena americkou ponorkou. V souvislosti s tím se objevilo tvrzení, že americká ponorka USS Scorpion (SSN-589) měla být o dva měsíce později potopena ze msty. Mezi konspirační teorie patří údajná kolize K-129 s americkou ponorkou USS Swordfish (SSN-579). Teorie vznikla poté, co se tato ponorka v inkriminovaném období objevila na americké základně s poškozenou věží. Věž americké ponorky by však musela být po srážce s K-129 vedoucí k jejímu potopení poškozena mnohem více.
V dokumentárním filmu Tod in der Tiefe z roku 2004 (autor Ives Martyn) odborníci říkají, že K-129 mohla být tzv. rogue (zatoulaná) ponorka, které se snažila odpálit jednu nebo dvě jaderné rakety na Havaj. Pokus o neoprávněné odpálení bez řádného zadání bezpečnostního kódu vedl k poškození ponorky. Ve filmu vyjádřený znalecký posudek je v rozporu se zprávou CIA. Ponorka se podle CIA potopila 1 560 mil severozápadně od Havaje, zatímco rakety SS-5-N (R-21) mají dolet pouze cca 700 mil. Havaj by z této vzdálenosti nemohly zasáhnout.
Další úvahy jsou založeny na strukturálním poškození trupu K-129, který se zlomil buď již v okamžiku nějakého nárazu nebo při dopadu na mořské dno. Pouze tímto způsobem lze vysvětlit skutečnost, že americká záchranná loď Hughes Glomar Explorer (postavená teprve po vyfotografování vraku) měla prostor pro umístění max. 60 metrů dlouhého objektu do interiéru, ačkoliv ponorka K-129 byla téměř 100 metrů dlouhá.